# Ulupınar (Pertek)
Ulupınar ist ein Dorf (Köy) im Landkreis Pertek der türkischen Provinz Tunceli. Im Jahr 2011 lebten in Ulupınar 101 Menschen.